# 即興演奏家のためのシンフォニー (アルバム)
| 専門評論家によるレビュー | 専門評論家によるレビュー |
| レビュー・スコア         | レビュー・スコア         |
| 出典                     | 評価                     |
| ------------------------ | ------------------------ |
| Allmusic                 | [ 1 ]                    |

『即興演奏家のためのシンフォニー』（Symphony for Improvisers）は、ドン・チェリーのアルバムである。ガトー・バルビエリ、ヘンリー・グライムズ、エド・ブラックウェル、カール・ベルガー、ジャン・フランソワ・ジェニー・クラーク、ファラオ・サンダースからなるバンドで1966年に録音され、ブルーノート・レーベルからリリースされた。

## 収録曲
全曲作曲：ドン・チェリー
1. "Symphony for Improvisers: Symphony for Improvisers/Nu Creative Love/What's Not Serious?/Infant Happiness" - 19:43
2. "Manhattan Cry: Manhattan Cry/Lunatic/Sparkle Plenty/Om Nu" - 19:17

## パーソネル
- ドン・チェリー (Don Cherry) - コルネット
- ガトー・バルビエリ (Gato Barbieri) - サクソフォーン
- ファラオ・サンダース (Pharoah Sanders) - テナー・サクソフォーン、ピッコロ
- カール・ベルガー (Karl Berger) - ヴィブラフォン、ピアノ
- ヘンリー・グライムズ (Henry Grimes) - コントラバス
- ジャン・フランソワ・ジェニー・クラーク (Jean-François Jenny-Clark) - ベース
- エド・ブラックウェル (Ed Blackwell) - ドラム